# Out of the Wasteland
Out of the Wasteland è il settimo album in studio del gruppo rock statunitense Lifehouse, pubblicato nel 2015.

## Tracce
1. Hurricane – 3:09
2. One for the Pain – 3:43
3. Flight – 4:17
4. Runaways – 3:48
5. Firing Squad – 3:43
6. Wish – 2:42
7. Stardust – 3:56
8. Alien – 2:54
9. Central Park – 4:00
10. Hurt This Way – 4:09
11. Yesterday's Son – 4:21
12. Hourglass – 5:00

## Formazione
Gruppo
- Jason Wade — voce, chitarre
- Rick Woolstenhulme Jr. — batteria, percussioni
- Bryce Soderberg — basso, cori